# جائزة بلجيكا الكبرى 1974
جائزة بلجيكا الكبرى 1974 هو سباق فورمولا 1 أقيم بتاريخ 12 مايو 1974 في إقليم بروكسل العاصمة. كان الخامس من أصل 15 في بطولة العالم لسباقات الفورمولا واحد موسم 1974. حلّ البرازيلي إيمرسون فيتيبالدي أولا بينما جاء النمساوي نيكي لاودا في المركز الثاني وحصل على المركز الثالث الجنوب أفريقي جودي شيكتر.

## وصلات خارجية
- الموقع الرسمي